# Mozaffarydzi
Mozaffarydzi (pers. مظفریان) – muzułmańska dynastia panująca w Persji oraz Kurdystanie w latach 1314–1387, jej założycielem był Sharaf al-Din Muzaffar, po upadku Ilchanatu (1335) zdobyli też władzę w Jazdzie, Kermanie, Farsie i zachodnim Iranie. Ostatnim władcą był Zejnolābedin, obalony przez Timura w 1387 roku.